# Principe Carlo (Peake)
Principe Carlo (o Prince Charles) è un ritratto del 1613 di Robert Peake il Vecchio.

## Descrizione
Carlo I è ritratto a dodici anni: il ritratto fu commissionato dai membri dell'Università di Cambridge per ricordare la visita di Carlo ad essa il 3 e 4 marzo di quell'anno. Per il 1613 suo fratello maggiore Enrico Stuart era appena morto da pochi mesi e Carlo era diventato il nuovo erede al trono. Il ritratto è quindi praticamente il primo - se non uno dei primi - di lui raffigurato come erede al trono, sebbene lo schema compositivo riprenda quello dei ritratti realizzati negli anni precedenti.